# 小行星8667
小行星8667（8667 Fontane）是一颗绕太阳运转的小行星，为主小行星带小行星。该小行星于1991年4月9日发现。

## 轨道参数
小行星8667的轨道半长轴为2.4163863 UA，离心率为0.102。